# Eriborus ricini
Eriborus ricini là một loài tò vò trong họ Ichneumonidae.